# Каршевитое
Каршеви́тое — село в Ленинском районе Волгоградской области, административный центр Каршевитского сельского поселения.

## Общая физико-географическая характеристика
Село расположено в пределах Волго-Ахтубинской поймы, на левом берегу Волга, от основного русла которой отделено островами, на высоте 10 метров ниже уровнем мирового океана Почвы - пойменные луговые почвы.
По автомобильной дороге расстояние до областного центра города Волгограда составляет 100 км, до районного центра города Ленинска — 40 км. Ближайшие населённые пункты: хутор Зубаревка расположен в 7,9 км к северо-западу, хутор Глухой - в 5 км к востоко-северо-востоку (по прямой). На противоположном берегу Волги расположены посёлок Зелёный Сад и село Солодники Астраханской области.
Климат
Климат резко-континентальный, засушливый (согласно классификации климатов Кёппена-Гейгера — Dfa). Среднегодовая температура воздуха положительная и составляет + 8,7 °C, средняя температура самого холодного месяца января - 7,4 °C, самого жаркого месяца июля + 24,8 °C. Расчётная многолетняя норма осадков — 346 мм. Наименьшее количество осадков выпадает в апреле (21 мм), наибольшее в июне (37 мм)
Часовой пояс
Каршевитое как и вся Волгоградская область, находится в часовой зоне МСК (московское время). Смещение применяемого времени относительно UTC составляет +3:00.

## История
Основано в 1862 году. Его основателем считается рыбак Нелюбин из Солодниковской волости Черноярского уезда, прославившегося своими богатыми уловами рыбы, которой он снабжал царицынские харчевни. На волжском рукаве Воложке он построил землянку и остался в ней зимовать. На следующий год к нему присоединился крестьянин Вахменин, но уже со скотом. Вслед за ними стали селиться и другие рыбаки и крестьяне со скотом.
По состоянию на 1 января 1936 года село Коршевитое являлось центром Коршевитского сельсовета Ленинского района Сталинградского края) (в том же году край был преобразован в Сталинградскую область)

## Население
Динамика численности населения по годам:
| 1936 | 1987 | 2002 | 2010 |
| ---- | ---- | ---- | ---- |
| 760  | ≈410 | 466  | 397  |

## Уличная сеть
Село состоит из девяти улиц: Весенняя, Дачная, Заречная, Крестьянская, Лесная, Майская, Молодёжная, Набережная и Центральная.